# Quiabentia
Quiabentia ist eine Pflanzengattung aus der Familie der Kakteengewächse (Cactaceae). Der botanische Name der Gattung leitet sich von dem in Brasilien gebräuchlichen Trivialnamen Quiabento ab.

## Beschreibung
Die baumartigen oder buschigen, xerophytischen Arten der Gattung Quiabentia besitzen quirlige, fleischige, runde Zweige, die flache, fleischige Laubblätter hervorbringen. Die Laubblätter sind breit eiförmig bis spatelförmig und bis zu 7 Zentimeter lang. Ihre Areolen sind mit Glochiden und zahlreichen Dornen besetzt.
Die fast endständigen oder endständig erscheinenden, auffallenden Blüten sind rot oder rosarot und öffnen sich am Tag. Der Blütenbecher trägt Blätter, Areolen, Glochiden und Dornen. Eine Blütenröhre fehlt.
Die Früchte sind länglich, fleischig und für gewöhnlich glatt. Die großen, kreisrunden und abgeflachten Samen besitzen einen Samenmantel.

## Systematik und Verbreitung
Eine Art der Gattung Quiabentia ist in Brasilien, die andere in Bolivien, Paraguay und Argentinien verbreitet.
Die Erstbeschreibung der Gattung wurde 1923 von Nathaniel Lord Britton und Joseph Nelson Rose im Anhang des vierten Bandes ihres Werkes The Cactaceae vorgenommen. Die Typusart der Gattung ist Quiabentia zehntneri.

### Systematik nach Anderson/Eggli (2005) und N.Korotkova et al. (2021)
Die Gattung umfasst die folgenden Arten:
- Quiabentia verticillata (Vaupel) Vaupel ex A.Berger
- Quiabentia zehntneri (Britton & Rose) Britton & Rose

## Nachweise